# Neonemobius eurynotus
Neonemobius eurynotus är en insektsart som först beskrevs av Rehn, J.A.G. och Morgan Hebard 1918.  Neonemobius eurynotus ingår i släktet Neonemobius och familjen syrsor. Inga underarter finns listade i Catalogue of Life.